# Lophocharis rubens
Lophocharis rubens är en hjuldjursart som beskrevs av Wulfert 1939. Lophocharis rubens ingår i släktet Lophocharis och familjen Mytilinidae. Inga underarter finns listade i Catalogue of Life.